# Azmak
Azmak je kratki potok u Turskoj. Nalazi se u okrugu Ula ilçe pokrajine Muğla.
Utječe u zaljev Gökova koji je najjužniji zaljev Egejskog mora. Potok je kratak, ali bujan, s prosječnim protokome 700 litara u sekundi, što je više od očekivanog za kratki potok. Prosječna dubina potoka je oko 6 metara. Potok se nalazi istočno od Akyake, grada poznatog po svom turističkom potencijalu. Tijekom ljeta postoje redoviti izletnički izleti brodom po potoku. Godišnje se broj putnika kreće oko milijun. Fauna potoka uključuje slatkovodnu kornjaču i europsku vidru.

## Vanjske poveznice
|  | Zajednički poslužitelj ima još gradiva o temi Azmak |